# تحسين العسكري
تحسين بك بن مصطفى بن عبد الرحمن بن جعفر العسكري النعيمي (1892 - 1947) عسكري عثماني ثم عراقي، شغل منصب وزير الداخلية في وزارة نوري السعيد السابعة. وهو شقيق جعفر العسكري، أول وزير دفاع عراقي.

## حياته
ولد عام 1892 في بغداد، وتخرج في المدرسة العسكرية في إسطنبول،  وانضم إلى جمعية العهد. شارك مع الجيش العثماني في معاركه في ليبيا ضد إيطاليا عام 1912. كما شارك في الحرب ضد الإنكليز أثناء غزوهم لبلاد الرافدين، وقد شارك مع أخويه علي رضا العسكري وجعفر العسكري في الثورة العربية الكبرى، وحدث أن سقط تحسين العسكري من حصانه وكسرت يده في معارك حلب.
عمل وزيرا مفوضا (أي سفيرا) للعراق في القاهرة، وقد استغل وجوده في مصر لدعم حركة الاستقلال التونسية وكانت له علاقة طيبة بالحبيب بورقيبة، وقد سهل للناشطين في الحركة وأصدر لهم جوازات سفر عراقية لتسهيل حركتهم. توفي في القاهرة عام 1947. وكتب عبد الرزاق الحسني مذكراته.

## مؤلفاته
له كتاب هو «الثورة العراقية»، طبع سنة 1936، كذلك له كتاب «مذكراتي عن الثورة العربيَّة والثورة العراقيَّة»، النجف، 1938.